# Villa La Nerlaia

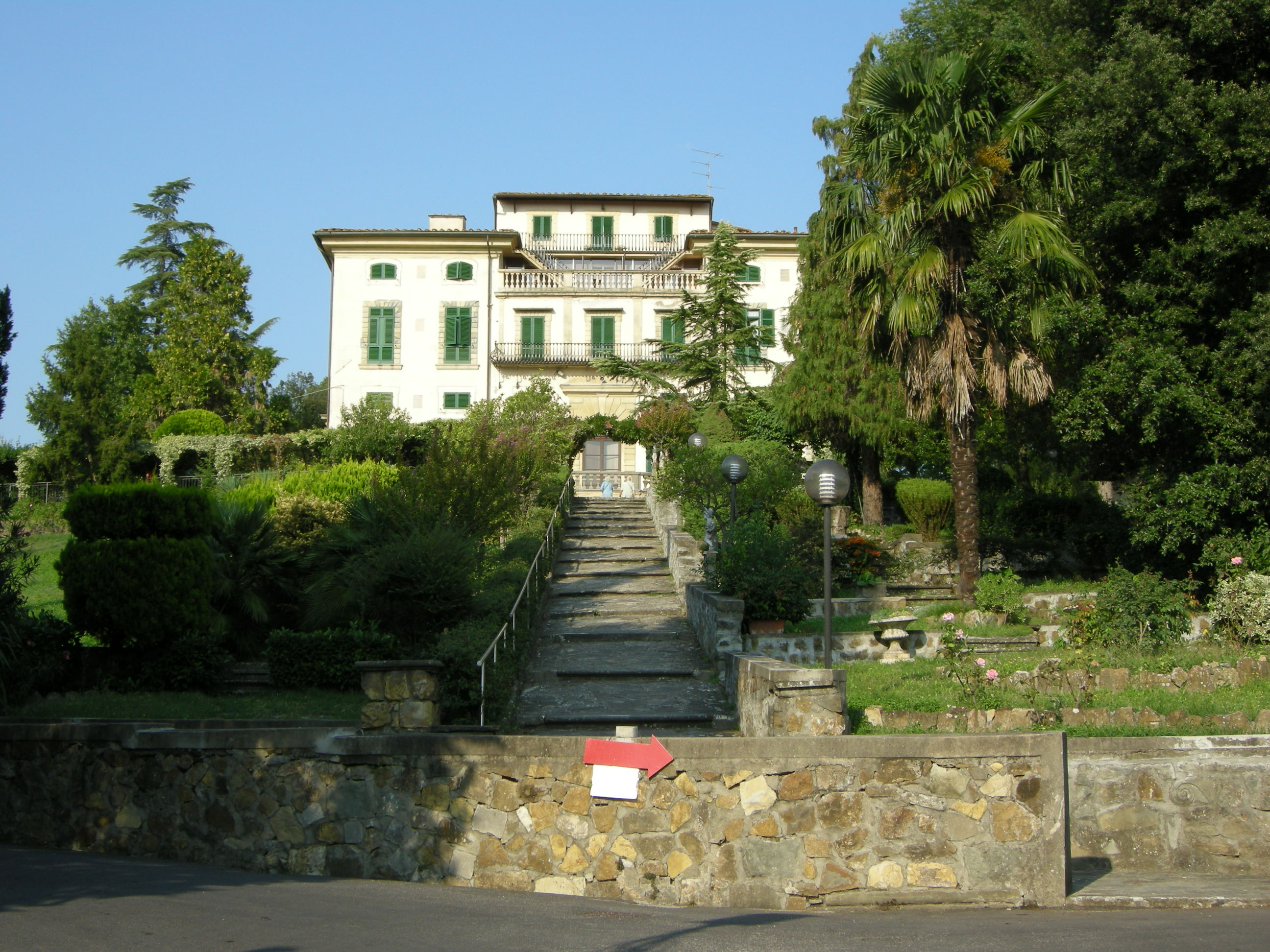
Il giardino anteriore

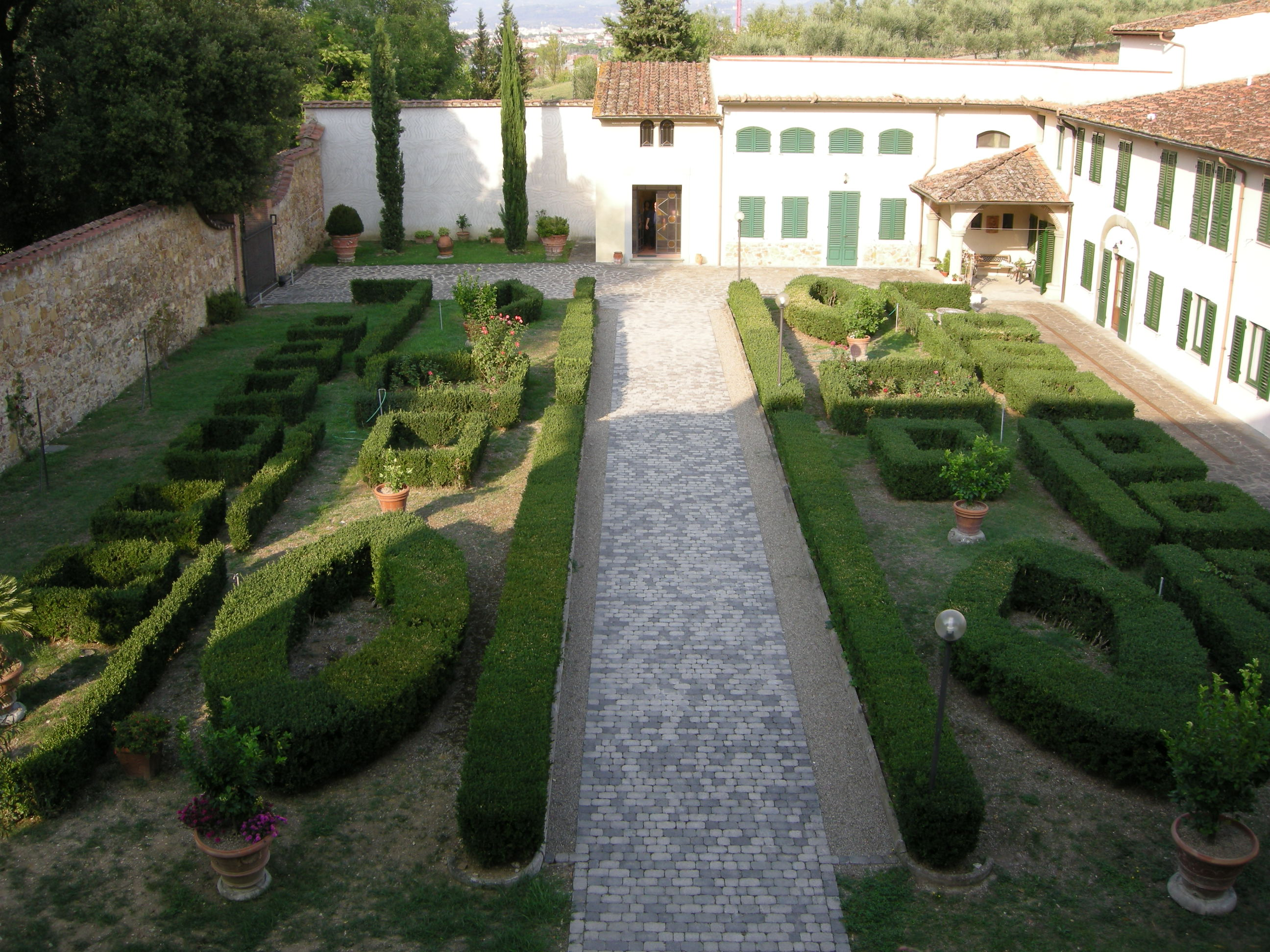
Il giardino posteriore

Villa La Nerlaia si trova a Firenze, in via delle Bagnese 20. Confinante con il giardino del Castello di Torre Galli, si trova ai piedi della zona collinare del "Poggio Secco" tra l'Arno e la Greve, vicino al confine comunale con Scandicci.

## Storia
La dimora deve il nome alla famiglia fiorentina del Nerli, che possedevano numerose proprietà nella zona. L'aspetto attuale dell'edificio è legato alla ristrutturazione del 1704 voluta dal marchese Pier Andrea de' Nerli, che ristrutturò completamente un antico castello.
Con al decadenza della famiglia la villa visse un periodo di degrado e abbandono, che culminò durante la seconda guerra mondiale quando ospitò militari e, in seguito, alcune famiglie di sfollati.
Nel 1957 la villa venne acquistata, nelle precarie condizioni in cui si trovava, da madre Quintilla Soligo, fondatrice nel 1949 delle Sorelle Apostole della Consolata. Da allora vennero portati avanti lunghi lavori di restauro, mentre la villa veniva adibita dalle religiose a scuola-convitto per ragazze ed in seguito casa di riposo per anziani.

## Architettura
La villa si trova scenograficamente posta su di un poggio rialzato immersa in un bosco con un doppio giardino sull'asse principale: uno verso l'accesso, dominato dalla scalinata e con terrazzamenti, e uno murato sul lato posteriore, con siepi di bosso dalla forma geometrica. In fondo a questo giardino si trova una cappellina intitolata a Madre Quintilla (che ne contiene anche le spoglie), che occupa l'antico ninfeo settecentesco. Una strada carrozzabile corre sul lato sinistro ed arriva, tra boschetti di leccio, alloro e cipresso, fino alla villa. Sul lato destro si trova una terrazza e una voliera con uccelli decorativi.
L'edificio è composto da un grosso blocco centrale pressoché a pianta quadrata, che si unnalza per quattro piani più attico. La facciata è un articolato insieme di aperture e affaccia più livelli, dominata dalla scalinata a doppia rampa che permette l'accesso al piano nobile, leggermente rialzato su un pian terreno non particolarmente alto, secondo la tipologia delle residenze suburbane circondate da giardino.
Al centro della villa si trova un grande salone centrale a doppia altezza, circondato da un ballatoio al livello superiore, dove venivano ospitati i musicisti nelle serate da ballo. Il salone è ornato da pitture e stucchi con nicchie sulle sovrapporte con busti di personaggi della famiglia Nerli; sul soffitto campeggia in grande affresco della Gloria di Casa Nerli di Pier Dandini.
Al piano terra si trova la cappellina settecentesca, alla quale è stata affiancata una cappella più grande in asse con l'ingresso nel Novecento.

## Altre immagini

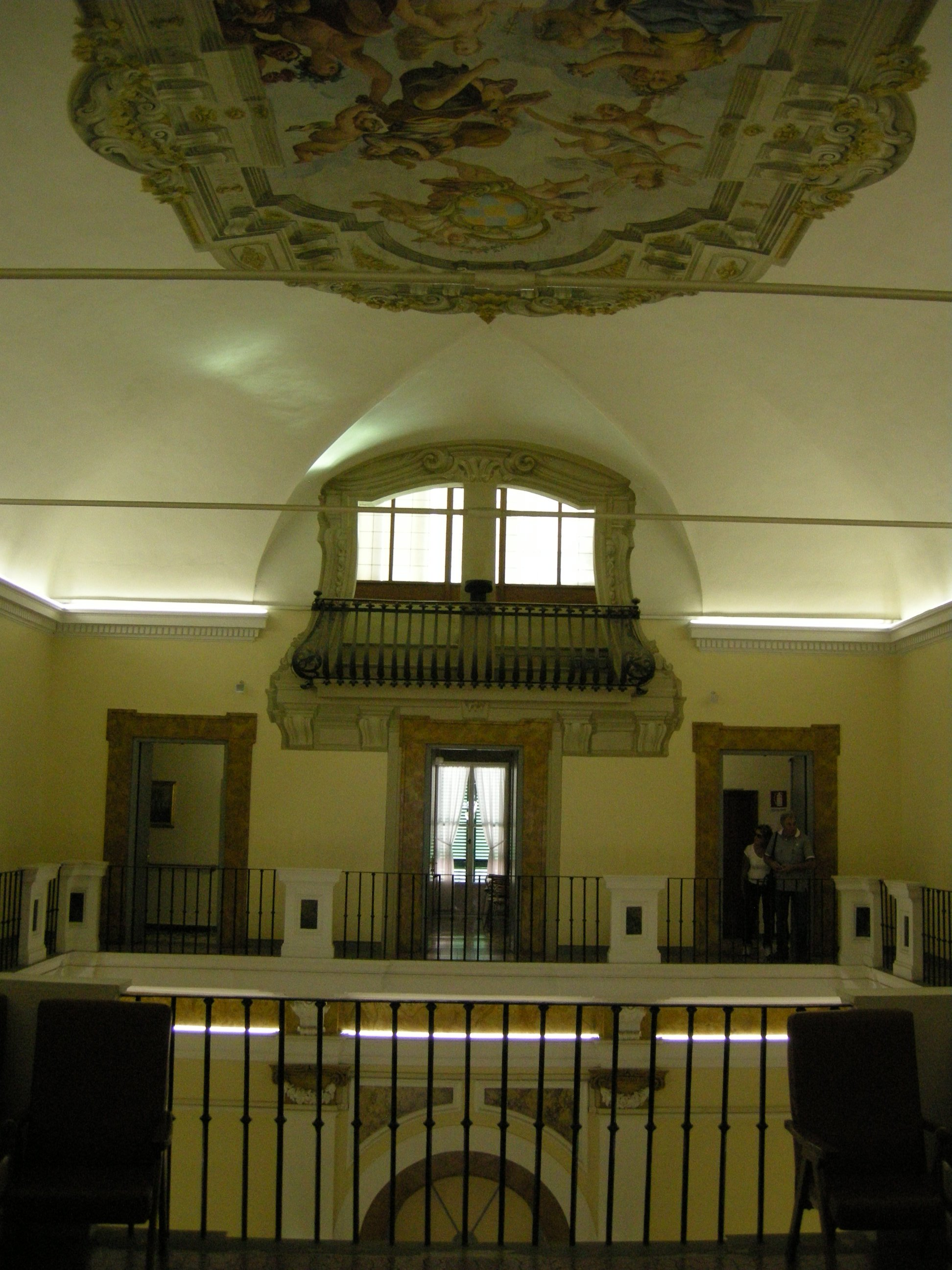
Il salone
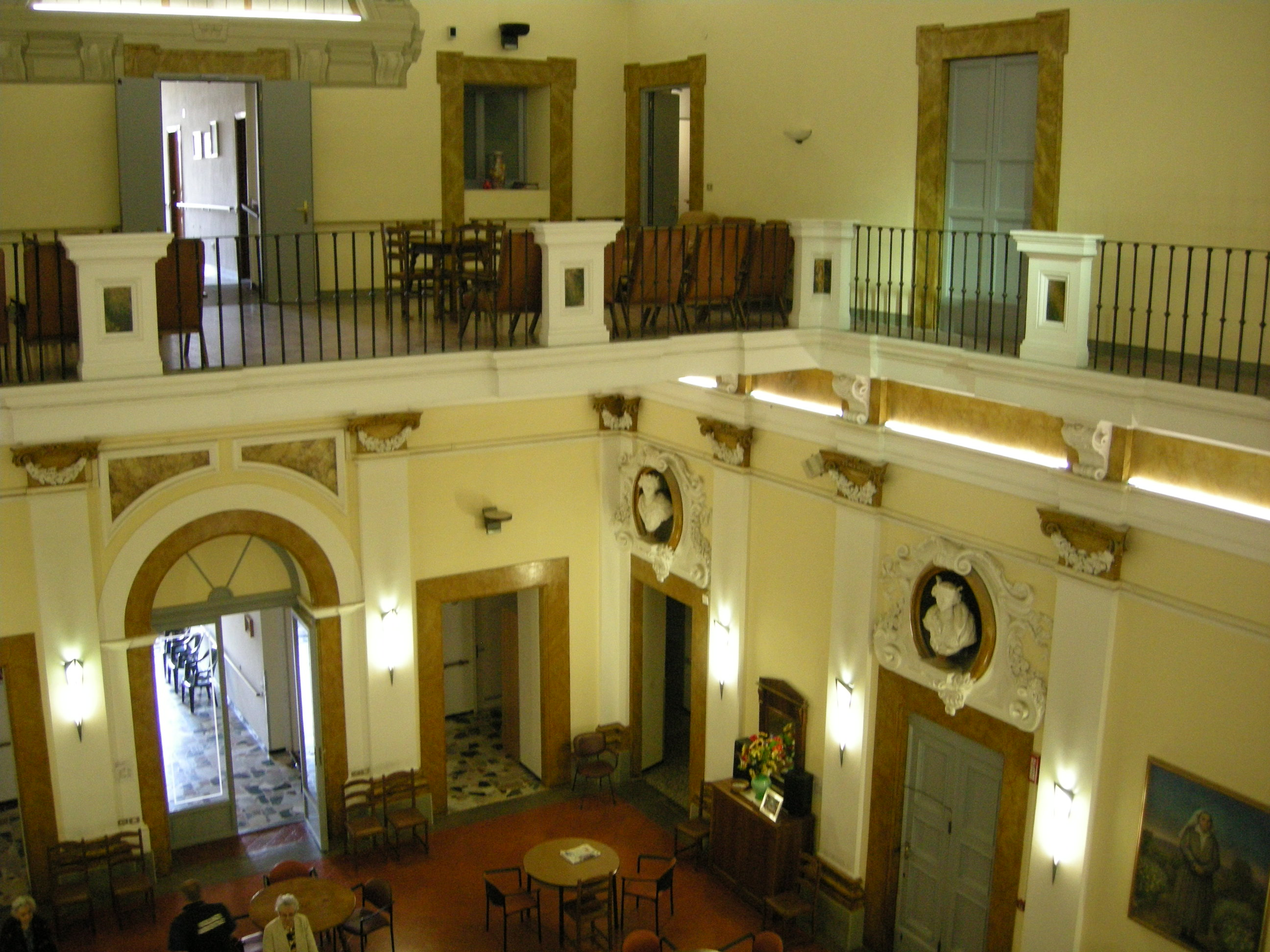
Il salone
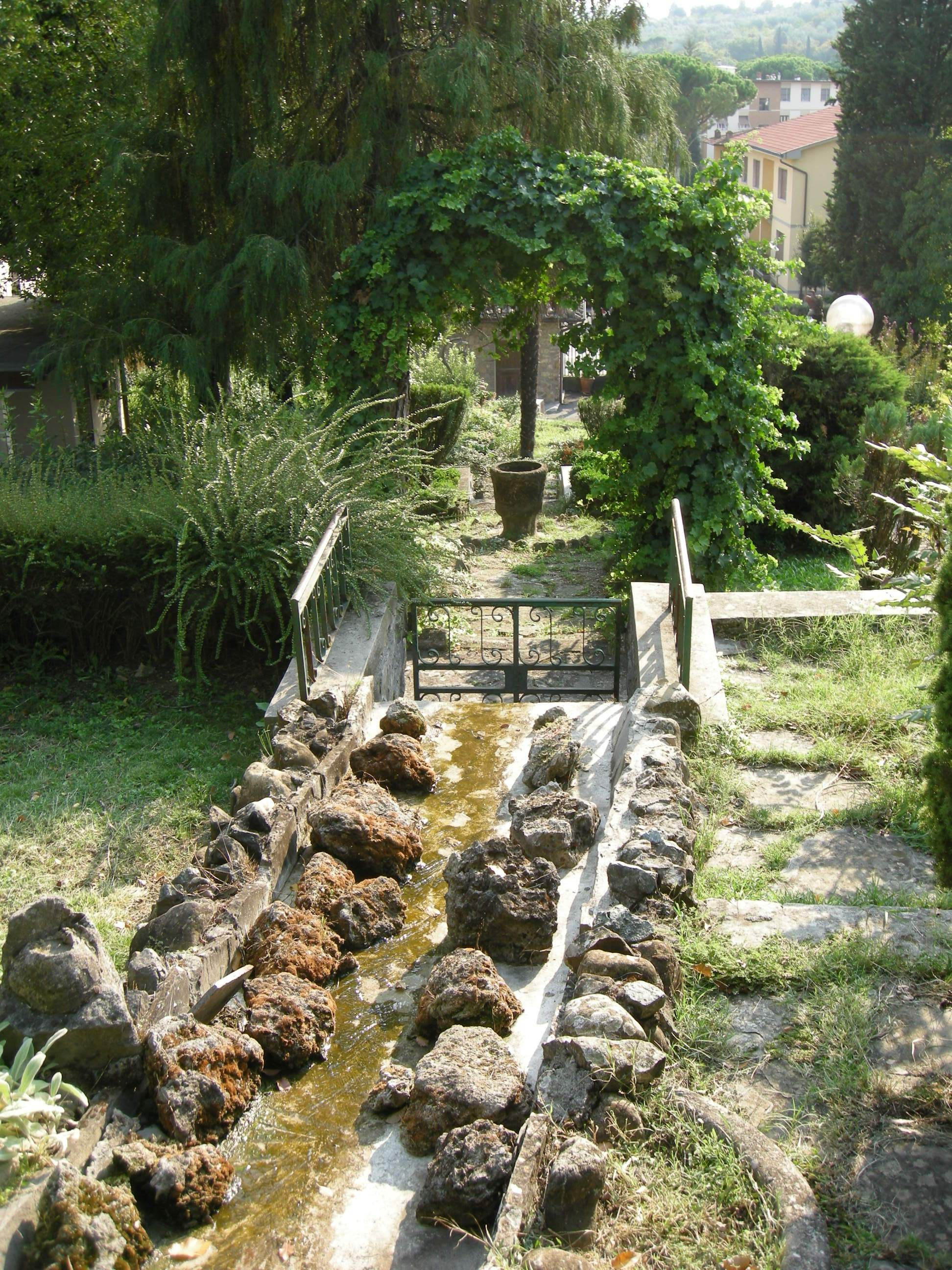
Il ruscelletto che parte dalla fontana nel giardino anteriore
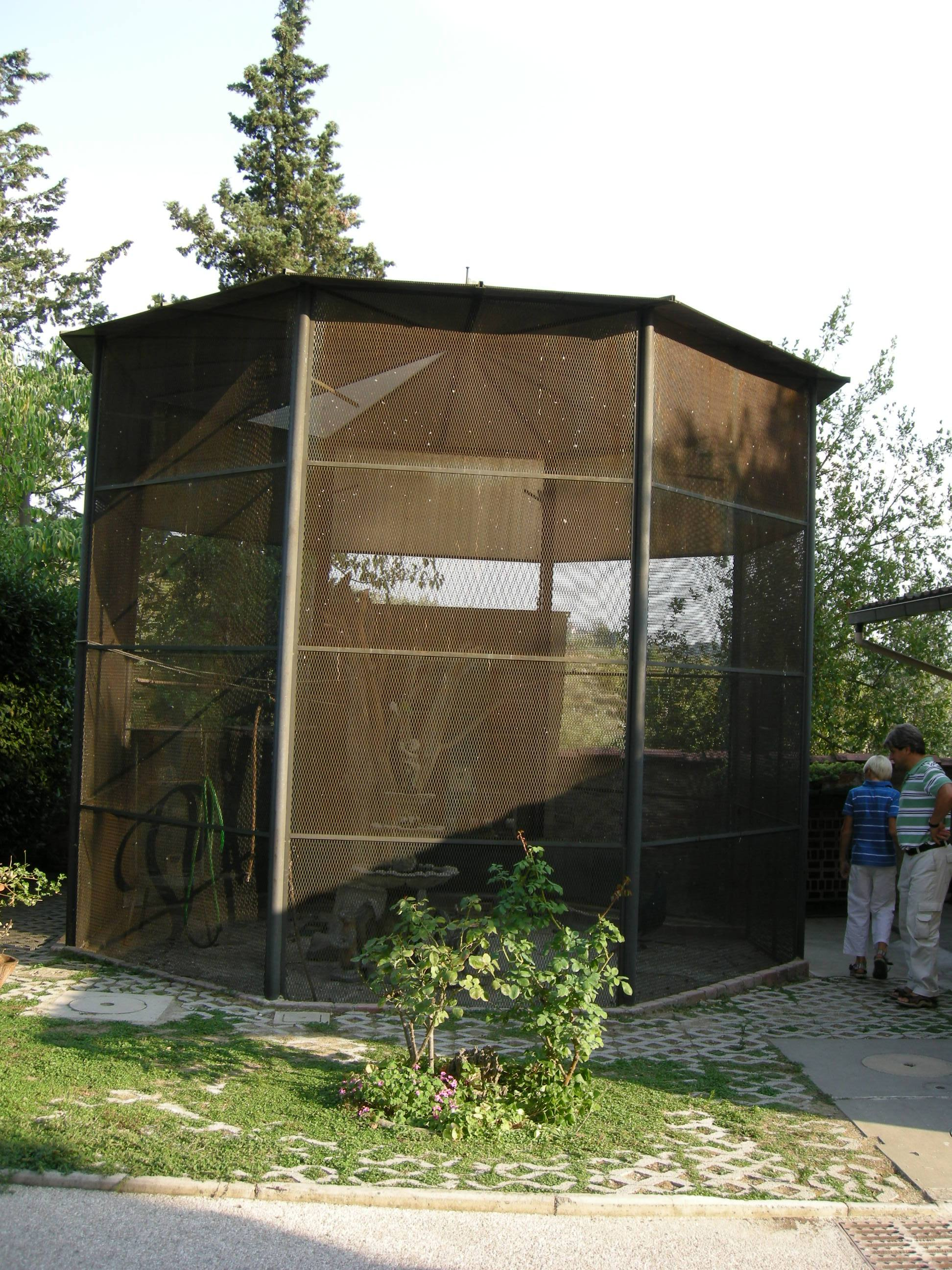
La voliera